# Síminn
Síminn (isländisch Das Telefon), früher auch als Landssíminn bezeichnet, ist ein ehemals staatliches isländisches Telekommunikationsunternehmen. Es betreibt unter anderem ein Mobiltelefonnetz und einen Fernsehsender (Skjár 1).
Das Unternehmen wurde ursprünglich 1906 gegründet. Am 28. Juli 2005 wurde es von Skipti für 66,7 Milliarden ISK (rund 720 Millionen Euro) gekauft. Im Dezember 2005 schließlich wurden die drei Unternehmen Skipti, Síminn und Íslenska sjónvarpsfélagið (Deutsch: Das Isländische Fernseh-Unternehmen) unter dem Namen Síminn fusioniert. Nach der Privatisierung ging das Unternehmen an die Börse und ist heute Bestandteil des OMX Iceland 8-Index.

## Geschichte
1906 fanden folgende für Islands Telefonsystem wichtige Ereignisse statt: Die Ost-West-Telefonleitung Seyðisfjörður–Reykjavík ging in Betrieb, welche 2002 als herausragendste isländische Ingenieurleistung des Jahrzehnts 1901–1910 ausgezeichnet wurde, Island wurde mit dem Ausland telefonisch verbunden durch eine Unterseeleitung Shetland–Färöer–Seyðisfjörður, und Landssími Íslands wurde von der isländischen Regierung gegründet. In der Bevölkerung regte sich Widerstand gegen diese neue Technik, aber der Premierminister Hannes Hafstein konnte sich mit seinem Anliegen durchsetzen.
Eine vollständige Festnetzabdeckung Islands wurde erst 54 Jahre später erreicht.
1935 wurde das Unternehmen mit der isländischen Post fusioniert und ergab so Póstur og Sími. Diese Verbindung wurde 1998 wieder getrennt in das Postunternehmen Íslandspóstur und den Telekommunikationsanbieter Landssími Íslands. Der Name wurde schließlich wegen der höheren Kundenfreundlichkeit auf Síminn geändert.
Síminn hat im Herbst 2007 sein UMTS-Netz in Betrieb genommen und war so der erste UMTS-Netzbetreiber in Island. Das Netzwerk beschränkte sich zunächst nur auf den Großraum Reykjavík und wurde im Laufe der Zeit auch in den übrigen dichter bewohnten Gebieten ausgebaut.

## Wettbewerb
Síminn war immer der größte Anbieter auf dem isländischen Telefon- und Internet-Markt. Bis vor wenigen Jahren besaß das Unternehmen überhaupt eine Monopolstellung. In den letzten Jahren bekam das Unternehmen immer mehr Konkurrenz am Telefonmarkt, etwa von TAL oder Íslandssími. Auch konnten alternative Internetanbieter wie Íslandssími, Halló! oder Margmiðlun in den Markt eindringen. 2003 schließlich fusionierten TAL, Íslandssími und Halló! unter dem Namen OgVodafone, die 2006 zu Vodafone Iceland wurden.
Seit der Öffnung des Marktes für alternative Anbieter sind die Preise deutlich gefallen, speziell für Mobiltelefon- und Internetleistungen.